# Stadspark (Hazebroek)
Het Stadspark (Frans: Jardin public) is een park in de gemeente en stad Hazebroek in het Franse Noorderdepartement.
Het park werd einde jaren 20 van de 20e eeuw ingericht op initiatief van Jules Lemire, ten einde de mensen die geen tuin bezaten toch de gelegenheid te geven zich in het groen te ontspannen. Hij stierf echter in 1928, toen het park nog niet voltooid was.
Op 14 april 1929 werd het park geopend en toen werd ook een gedenkteken onthuld voor Lemire, gebeeldhouwd door Felix Desruelles. In 1969 kwam er ook een beeld van Pomona uit 1892 naar het park. Oorspronkelijk stond ze bij de Hallen als ornament van een fontein maar toen de hallen gesloopt werden, werd het beeld -zonder fontein- overgeplaatst naar het park.